# SN 1996F
SN 1996F – supernowa typu II odkryta 14 lutego 1996 roku w galaktyce A105003-0922. W momencie odkrycia miała maksymalną jasność 22,50m.